# Iso-Loukku (ö i Varkaus)
Iso-Loukku är en ö i Finland. Den ligger i sjön Sorsavesi och i kommunen Leppävirta i den ekonomiska regionen  Varkaus ekonomiska region  och landskapet Norra Savolax, i den centrala delen av landet, 290 km nordost om huvudstaden Helsingfors. Öns area är 3,7 hektar och dess största längd är 480 meter i nord-sydlig riktning.